# Remição
Remição é modalidade de extinção de obrigação no processo civil, trabalhista. Com ela ocorrerá o adimplemento da obrigação de pagamento de quantia certa.

## Diferença entre remição e remissão
Remição significa pagamento  e não se confunde com seu homófono, remissão, que, por sua vez significa perdão.
Quando alguém vem a remitir uma dívida, quer dizer que essa pessoa perdoou a obrigação, ou seja, operou-se a remissão. Se alguém remiu a dívida, quer dizer que pagou ao credor da obrigação ou seja houve a remição da dívida. (REMIR = pagar  * REMITIR = perdoar)
No caso da oração Credo, que diz ter havido a "remissão dos pecados" pelo sacrifício da morte de Jesus Cristo na cruz, trata-se de perdão.

## Outro uso
Remissão também significa que há indicação de um local apropriado onde pode ser encontrado um tema pesquisado, como é costume os dicionários fazerem remissão em um verbete a outro verbete que traduza melhor o tema estudado.

## Remição no direito brasileiro
Remição pode ser subdividida juridicamente em remição da execução e remição de bens.

### Remição da execução
A primeira modalidade de remição encontra guarida no artigo 651 do Código de Processo Civil Brasileiro, que faculta ao executado, em qualquer momento antes da adjudicação ou alienação dos bens, remir a execução que lhe recai, pagando ou consignando o valor atualizado da dívida, acrescidos de juros legais, mais custas processuais e de honorários do advogado.

### Remição de bens
A segunda modalidade de remição trata da subrogação do bem penhorado pelo seu equivalente em dinheiro, fazendo-se o resgate do bem apreendido judicialmente, por terceiro que possua laço de consanguinidade com o devedor, ou seu cônjuge.
Hoje entende-se que essa prerrogativa cabe ao companheiro em união estável, uma vez que a atual Constituição erigiu-o ao status de entidade familiar.
A remição de bens é prevista no Código de Processo Civil Brasileiro no artigo 685-A, § 2º e seguinte...

## Alteração do regime da remição
O Código de Processo Civil em vigor manteve vedação ao exercício do direito de remição pelo cônjuge ou companheiro em união estável após a arrematação do bem, óbice introduzido na codificação anterior pela Lei 11.382 de 2006, diploma que implicou, ainda, profunda modificação no regime da execução ao instituir a fase de cumprimento de sentença. Atualmente, o exercício do direito de preferência por terceiro, há de ser feito antes de o bem penhorado do parente executado ser leiloado, pelo preço da avaliação, e não mais pelo preço do lanço vencedor, como era até 2006 feita a remição de bens.